# Magny-lès-Jussey
Magny-lès-Jussey is een gemeente in het Franse departement Haute-Saône (regio Bourgogne-Franche-Comté) en telt 118 inwoners (2011). De plaats maakt deel uit van het arrondissement Vesoul.

## Geografie
De oppervlakte van Magny-lès-Jussey bedraagt 9,2 km², de bevolkingsdichtheid is dus 12,8 inwoners per km².
De onderstaande kaart toont de ligging van Magny-lès-Jussey met de belangrijkste infrastructuur en aangrenzende gemeenten.

## Demografie
Onderstaande figuur toont het verloop van het inwonertal (bron: INSEE-tellingen).